# 노예 무역
노예 무역(奴隸貿易)은 노예를 상품으로 국가 사이에 거래하는 무역이다. 오늘날에는 가장 비인도적 범죄행위로서 세계 각국이 헌법과 법률 등 국내법으로는 물론 국제법상으로도 엄금하고 있어 적발국의 법률에 따라 형사처벌할 수 있다.
특해 대서양 노예 무역은 중세부터 근대에 이르기까지 주로 중동과 유럽에서 아프리카 여러 지역의 흑인들을 상대로 행하여 왔다. 특히 15세기 중반에 포르투갈이 인도에 가기 위한 동방항로를 개척하는 과정 중에 서아프리카 해안에 진출하였는데, 이때 그 지역 원주민인 흑인들을 끌고 오면서 아프리카 흑인노예 무역이 본격화되었다. 유럽에서는 포르투갈, 스페인, 영국, 프랑스, 네덜란드가 주로 노예무역을 하였고 이 나라들의 16~18세기에 축적된 부는 상당수가 노예무역으로 축적된 것이다.
1815년부터 유럽 각국이 노예무역을 불법화하여 엄금하고 단속하였는데 주로 영국해군이 엄한 단속을 하였지만, 유럽에서는 1880년대까지 노예무역이 불법적으로 행해졌다. 대서양을 가로질러 노예를 실어나르던 배는 1807년 아프리카에서 쿠바로 건너간 노예선이 마지막인 것으로 알려져 있다. 하지만 이외에도 1910년대까지 아프리카 일부 지역에서는 노예무역이 계속되었다.

## 목록
- 대서양 노예 무역
- 아랍 노예 무역
- 바르바리 노예 무역
- 흑해 노예 무역
- 발칸 노예 무역
- 부하라 노예 무역
- 제노바 노예 무역
- 인도양 노예 무역
- 하자르 노예 무역
- 키바 노예 무역
- 몽골 제국의 노예 무역
- 오스만 제국의 노예 무역
- 프라하 노예 무역
- 홍해 노예 무역
- 스웨덴 노예 무역
- 베네치아 노예 무역
- 볼가 불가리아 노예 무역

## 같이 보기
- 노예
- 노예제의 역사